# Igor Kordey
 (novembre 2023).
Si vous disposez d'ouvrages ou d'articles de référence ou si vous connaissez des sites web de qualité traitant du thème abordé ici, merci de compléter l'article en donnant les références utiles à sa vérifiabilité et en les liant à la section « Notes et références ».
Igor Kordey, né à Zagreb le 23 juin 1957, est un dessinateur de bande dessinée croate. Il encre et colorie généralement lui-même ses dessins. Il peint également, principalement sur ses travaux de couverture.

## Biographie
Igor Kordey est d'abord connu pour avoir travaillé à la fin des années 1980 sur la série en 3 tomes La Saga de Vam, scénarisée par Vladimir Colin et publiée par les Humanoïdes Associés. Chez le même éditeur, il dessine le one-shot Les Cinq saisons : L’Automne scénarisé par Django Nenad (1990).
Un de ses premiers travaux aux États-Unis sur des comics est une histoire de Tarzan publiée en 1995 par Dark Horse, Edgar Rice Burroughs' Tarzan: A Tale of Mugambi, scénarisée par Darko Macan (en) avec lequel il travaille à de nombreuses reprises.
La même année, il dessine pour Marvel Comics la mini-série en deux épisodes Wonder Years scénarisée par Dan Abnett et Andy Lanning.
À compter de ce moment, il travaille surtout pour Dark Horse sur des licences comme Tarzan, Predator et Star Wars, réalisant également quelques couvertures.
En 2001, il est engagé par Marvel Comics pour dessiner Cable, qui deviendra par la suite Soldier X. Il réalise en même temps des épisodes des New X-Men de Grant Morrison qui lui valent quelques critiques[réf. nécessaire]. Il dessine également une mini-série Black Widow: Pale Little Spider publiée sous le label MAX. En 2003, il arrive sur la série X-Treme X-Men scénarisée par Chris Claremont. Après avoir été renvoyé[réf. nécessaire] lors du lancement de la nouvelle version d'Excalibur dont il avait entièrement réalisé un épisode et demi (et qu'il devait coscénariser avec Chris Claremont), il retourne vers le marché européen. 
Il a toutefois réalisé la mini-série en trois épisodes Smoke scénarisée par Alex De Campi et publiée par IDW en 2005.
Igor Kordey revient sur le marché franco-belge avec la série L'Histoire secrète publiée par Delcourt, dont il a dessiné les deux premiers épisodes et qu'il a repris à partir du tome 6 jusqu'au tome 16, (2012).

## Publications

### Bande dessinée européennes

#### La Saga de Vam
- 1 Le Pouvoir d'Ormag, Les Humanoïdes Associés, janvier 1988
Scénario : Vladimir Colin - Dessin : Igor Kordey
- 2 L'Enfant d'argile, Les Humanoïdes Associés, janvier 1988
Scénario : Vladimir Colin - Dessin : Igor Kordey
- 3 La Cité de Naat, Les Humanoïdes Associés, janvier 1989
Scénario : Vladimir Colin - Dessin : Igor Kordey

#### Les Cinq saisons
- Automne, Dargaud, janvier 1990
Scénario : Neriad Django - Dessin et couleurs : Igor Kordey

#### Diosamante
- 2 La Parabole du fils perdu, Les Humanoïdes Associés, avril 2002
Scénario : Alejandro Jodorowsky - Dessin et couleurs : Igor Kordey

#### L'Histoire secrète
tomes 1-2 & 6-34, série en cours

#### Smoke
- 1 La Main de Caïn, Delcourt, février 2006
Scénario : Alex De Campi - Dessin : Igor Kordey - Couleurs : Leonard O'Grady

#### Empire
- 1 Le Général fantôme, Delcourt, octobre 2006
Scénario : Jean-Pierre Pécau - Dessin : Igor Kordey - Couleurs : Chris Chuckry
- 2 Lady Shelley, Delcourt, février 2007
Scénario : Jean-Pierre Pécau - Dessin : Igor Kordey - Couleurs : Chris Chuckry
- 3 Opération suzerain, Delcourt, novembre 2007
Scénario : Jean-Pierre Pécau - Dessin : Igor Kordey - Couleurs : Chris Chuckry
- 4 Le Sculpteur de chair, Delcourt, 1er juin 2016
Scénario : Jean-Pierre Pécau - Dessin : Igor Kordey - Couleurs : Desko

#### Le Cœur des batailles
- 1 La Marne !, Delcourt, septembre 2007
Scénario : Jean-David Morvan - Dessin : Igor Kordey - Couleurs : Walter
- 2 Verdun, Delcourt, 25 juin 2008
Scénario : Jean-David Morvan - Dessin : Igor Kordey - Couleurs : Walter

#### Taras Boulba
- 1 Volume 1, Delcourt, 6 février 2008
Scénario : Jean-David Morvan, Frédérique Voulyzé - Dessin : Igor Kordey - Couleurs : Wang Peng[1]
- 2 Volume 2, Delcourt, 6 février 2008
Scénario : Jean-David Morvan, Frédérique Voulyzé - Dessin : Igor Kordey - Couleurs : Wang Peng[2]

#### L'Idole & le Fléau
- 1 Syndrome 6/3/27, 12 bis, avril 2009
Scénario : Laurent-Frédéric Bollée - Dessin : Igor Kordey - Couleurs : Leonard O'Grady
- 2 Opération Ruthless, 12 bis, 22 avril 2010
Scénario : Laurent-Frédéric Bollée - Dessin : Igor Kordey - Couleurs : Ive Svorcina

#### Keltos
- 1 Le Corbeau des batailles, Delcourt, 26 août 2008
Scénario : Jean-Pierre Pécau - Dessin : Igor Kordey - Couleurs : Leonard O'Grady
- 2 La Grande Quête, Delcourt, septembre 2010
Scénario : Jean-Pierre Pécau - Dessin : Igor Kordey - Couleurs : Leonard O'Grady

### Comics
les titres suivis d'un astérisque ont été traduits en France.

#### Dark Horse Comics
- A Decade Of Dark Horse (1996)
- Aliens: Havoc #1 (1997)
- Edgar Rice Burroughs' Tarzan: A Tale of Mugambi (1995)
- Edgar Rice Burroughs' Tarzan: The Rivers of Blood #1-4 (1999-2000)
- Edgar Rice Burroughs' Tarzan/Carson of Venus #1-4 (1998)
- Predator: Kindred #1-4 (1996-1997)
- Star Wars: Chewbacca #1 (of 4)
- Star Wars: Droids - The Protocol Offensive (1997)
- Star Wars Tales #1 (1999) *
- Tarzan/Batman: Claws of the Catwoman (1999) *

#### IDW Publishing
- Smoke #1-3 *

#### Marvel Comics
- Moment of Silence #1 (2002)
- Black Widow: Pale Little Spider #1-3 (2002) *
- Cable #97-105, 107 (2001-2002) *
- Captain America vol. 3 #50 (2002)
- Conspiracy #1-2 (1998)
- Heroes #1 (2001)
- New X-Men #119-120, 124-125, 128-130 (2001-2002) *
- Soldier X #1-8 (2002-2003) *
- X-Treme X-Men #25-46 (2003-2004) *

#### Wildstorm
- Star Trek: The Next Generation: Gorn Crisis #1 (2000)

## Prix
- 2005 :  Prix Haxtur du meilleur dessin et de l'auteur ayant reçu le plus de votes  pour Tornade : L'Arène